# (13630) 1995 WO3
(13630) 1995 WO3 est un astéroïde de la ceinture principale d'astéroïdes découvert en 1995.

## Description
(13630) 1995 WO3 a été découvert le 21 novembre 1995 à l'observatoire astronomique de Farra d'Isonzo, situé dans la commune de Farra d'Isonzo, dans la province de Gorizia (Frioul-Vénétie Julienne), en Italie, par l'Observatoire astronomique de Farra d'Isonzo.

### Caractéristiques orbitales
L'orbite de cet astéroïde est caractérisée par un demi-grand axe de 2,39 UA, un périhélie de 1,92 UA, une excentricité de 0,20 et une inclinaison de 1,66° par rapport à l'écliptique. Du fait de ces caractéristiques, à savoir un demi-grand axe compris entre 2 et 3,2 UA et un périhélie supérieur à 1,666 UA, il est classé, selon la JPL Small-Body Database, comme objet de la ceinture principale d'astéroïdes.

### Caractéristiques physiques
(13630) 1995 WO3 a une magnitude absolue (H) de 15,0 et un albédo estimé à 0,209.